# 1297

## Esdeveniments
Països Catalans
- El Papa Bonifaci VIII autoritza amb una butlla la creació de l'Estudi General de Lleida

Resta del món
- Aleix II Comnè esdevé emperador de Trebisonda
- Bonifaci VIII concedeix el feu de Sardenya i Còrsega a Jaume II de Sicília
- Batalles de Le Castella i Catanzaro, en el context de la guerra entre el Regne de Sicília i el de Nàpols
- Independència de Mònaco amb la dinastia Grimaldi
- William Wallace comença la seva revolta contra els anglesos
- 23 de març - Matrimoni a Roma de Violant d'Aragó i de Sicília amb Robert d'Angiò, futur rei de Nàpols
- 11 d'agost - Canonització de Lluís IX de França
- 20 d'agost - Batalla de Furnes, que portà a l'ocupació de Flandes pels francesos
- 11 de setembre - Batalla del pont de Stirling entre les forces angleses i les escoceses[1]
- 12 de setembre - Tractat d'Alcañices, fixant la frontera entre els regnes de Castella i Lleó i Portugal

## Naixements
Països Catalans
Resta del món
- Abu-l-Hàssan Alí, futur sobirà de la dinastia marínida de Fes.
- Carles II d'Alençon, fill de Carles I de Valois i de Margarida d'Anjou.
- Lluís de Borgonya, príncep d'Acaia.
- 25 de març - Ernest de Pardubitz i Malowetz, futur primer arquebisbe de Praga.
- 14 d'agost - HanazonoHanazono, futur emperador del Japó.

## Necrològiques
Països Catalans
- Ramon II d'Urtx, noble català.

Resta del món
- 22 de febrer - Laviano, prov. de Salern: Margherita da Cortona, penitent italiana pertanyent al Tercer Orde Franciscà Seglar (n. 1247).[2]
- 16 d'agost - Joan II, emperador de Trebisonda.
- 19 d'agost - Lluís de Nàpols, religiós venerat com a sant.
- Guiu I Polentani, senyor de Ravenna.
- Màlik as-Sàlih, primer soldà de Pasai.
- Nawruz, noble i militar persa.